# Shiroyama
Shiroyama (城山町?, Shiroyama-chō) era una cittadina (町?, machi o chō) del Giappone situata nella prefettura di Kanagawa.

## Storia
L'11 marzo 2007 Shiroyama, insieme alla città di Fujino, anch'essa appartenente al distretto di Tsukui, fu inclusa alla città di Sagamihara. Attualmente è parte di Midori-Iku, uno dei tre quartieri di Sagamihara. Nell'ultimo rilevamento della popolazione fatto il 1º marzo 2007, Shiroyama risultava avere una popolazione di 23.040 abitanti, su una superficie di 19,90 km².